# Hans-Ulrich Hege
Hans-Ulrich Hege (* 15. März 1928 in Waldenburg-Hohebuch; † 4. Februar 2021 ebenda) war ein deutscher Diplomlandwirt, Pflanzenzüchter und Maschinenbauer. Er gilt als Erfinder des Parzellenmähdreschers für den Feldversuchsanbau.

## Leben und Wirken
Geboren als Sohn von Hans Hege wuchs er im Landwirtschaftsbetrieb mit Saatzucht in Hohebuch auf, besuchte die Volksschule Waldenburg und das Gymnasium Schwäbisch Hall.
Ab 1944 war er als Flakhelfer eingezogen, wurde verwundet und geriet in Kriegsgefangenschaft, von der er im Juni 1945 zurückkehrte. Nach landwirtschaftlicher Ausbildung in Hohebuch und Schwäbisch Hall-Oberlimpurg begann er 1949 das Studium Landwirtschaft in Stuttgart-Hohenheim und Bonn, das er 1951 mit der Diplomprüfung abschloss. In Hohenheim war Hege seit 1949 Mitglied der Wingolf-Verbindung Fraternitas Academica. Nach Abschluss des Studiums folgte eine Ausbildung zum Pflanzenzüchter in Weihenstephan und Anstellung als Gutsbeamter auf dem Rittergut Söderhof bei Hildesheim. Dort war Hege 1952 Organisator des ersten Weltrekords im Getreidedrusch mit einem Mähdrescher des Typs Claas Super mit 1000 Zentnern/Tag.
Im Jahr 1954 trat er neben dem Vater als Pächter der Domäne Hohebuch-Waldenburg/Württemberg ein mit gleichzeitiger Übernahme des Saatzuchtbetriebes Dr. Hege in Hohebuch. Im darauffolgenden Jahr wurde in Hohebuch der erste Mähdrescher gekauft. Im Rahmen der Züchtung von Winterweizensorten entwickelte Hege 1963 den ersten Parzellenmähdrescher als Weltneuheit für Pflanzenzucht- und Versuchsbetriebe sowie die Pflanzenschutzindustrie.
Es folgte die Gründung der Hans-Ulrich Hege Saatzuchtmaschinen GmbH in Hohebuch, die weltweite Bekanntheit als Hersteller von Maschinen moderner Pflanzenzüchtung und des Versuchswesens erlangte. Nach der deutschen Wiedervereinigung bewarb sich Hans-Ulrich Hege um die Geschäftsführung der MDW Mähdrescherwerke Singwitz bei Bautzen und erhielt diese zugesprochen. Die Treuhandanstalt hatte das Ziel, diesen Betrieb zu erhalten, statt ihn zu liquidieren. Die Anfangsschwierigkeiten waren enorm, denn der Markt für die vormaligen Mähdrescher-Typen brach zusammen.
Im Laufe der Jahre entstand durch Hans-Ulrich Hege in Singwitz jedoch die Möglichkeit, neben der normalen Produktion die Herstellung von Versuchsfeld-Mähdreschern aufzunehmen. Das Landmaschinenwerk in Hohebuch wurde inzwischen von dem Unternehmen Zürn aus Schöntal-Westernhausen übernommen, die Saatzucht Dr. Hege besteht weiterhin unter dem angestammten Namen.

## Familie
Hege war mit Magdalene, geb. Zeller seit 1955 verheiratet und lebte in Hohebuch; beide haben 5 gemeinsame Kinder. Seine Schwester war die Schriftstellerin Charlotte Hofmann-Hege, sein älterer Bruder war der Theologe Albrecht Hege.

## Ehrungen
- Ehrendoktor der Landwirtschaftlichen und Veterinärmedizinischen Universität des Banat in Timișoara
- Johann-Heinrich-von-Thünen-Medaille in Gold 1989 durch die Agrarwissenschaftliche Fakultät der Christian-Albrechts-Universität zu Kiel
- Ehrenmitglied des Bundesverbandes Deutscher Pflanzenzüchter
- Agrarkulturpreis der Bäuerlichen Erzeugergemeinschaft Hall[7]